# 위드카뉴스
위드카뉴스(car.withnews)는 위드카뉴스가 운영하는 대한민국의 자동차 전문 매거진 사이트로, 2023년 4월에 서비스를 시작하였다

## 개요
위드카 뉴스는 자동차 업계에서 다양한 소식과 정보를 제공하는 미디어로, 국내외 자동차 시장에서 벌어지는 최신 이슈부터 각종 자동차 모델의 신제품 출시 소식, 그리고 자동차 산업과 관련된 다양한 분야의 기술적인 개발 동향 등을 다루는 매거진 사이트이다.